# Kazuaki Tanahashi
Kazuaki Tanahashi (棚橋一晃, c. 1933) est un calligraphe japonais, maître zen, auteur et traducteur en anglais de textes bouddhistes japonais et chinois, principalement des œuvres de Dōgen. C'est également un écologiste engagé et un militant pacifiste.

## Biographie
Le père de Kazuaki Tanahashi appartenait à l'élite militaire japonaise; il avertit le gouvernement japonais de l'attaque de Pearl Harbor, mais après la Seconde Guerre mondiale, il tomba en disgrâce et devint prêtre Shintō.

### Formation
Durant son adolescence, Kazuaki Tanahashi commence à pratiquer  l’aïkido auprès de son fondateur, Morihei Ueshiba, dont il deviendra le disciple. En 1956, il entame des études de chinois classique  et de calligraphie japonaise (shodō). En outre, il a pris des cours particuliers de peinture à l'huile.
C'est à cette époque que, dans sa quête spirituelle, il rencontre Soichi Nakamura, un érudit bouddhiste japonais, spécialiste de Dôgen, le fondateur de l'école du Zen Sôtô au Japon (XIIIe siècle). Sous la direction Nakamura, Tanahashi commence à étudier Dōgen et se lance dans ses premières traductions des œuvres du maître japonais, du japonais médiéval au japonais moderne. Par la suite, il dirigera des traductions du même auteur en anglais.

### États-Unis
En 1964, il se rend aux États-Unis, où il rencontre pour la première fois à San Francisco le maître zen japonais Shunryū Suzuki, dont il deviendra un proche ami. Après avoir lu son livre Esprit zen, Esprit neuf (« Zen Mind, Beginner's Mind ») , il déclare : « Je voyais que c'était du Shōbōgenzō dans une langue simple et dépouillée ».
En 1977, Kazuaki Tanahashi émigre définitivement aux États-Unis. Il vit et travaille au Centre Zen de San Francisco, fondé en 1962 par Suzuki, et il y demeure jusqu'en 1984.
En plus d'un travail artistique intense qui débouche sur de nombreuses expositions au Japon et aux États-Unis, il lance au Centre Zen de San Francisco un vaste projet de traduction de Dôgen, réunissant autour de lui un groupe de traducteurs, parmi lesquels Sojun Mel Weitsman (en), Taigen Dan Leighton (en), John Daido Loori (en) et Peter Levitt (en). En 2010, ce travail atteint son point culminant avec la publication de la traduction en anglais du Shōbōgenzō de Dôgen,.

## Engagement social et artistique
En 1992, aux côtés de la peintre japonaise Mayumi Oda, il fonde l'association Plutonium-Free Future, qui a pour but réunir des citoyens américains et japonais préoccupés par la sécurité internationale et les impacts environnementaux du plutonium au Japon et en Asie.
Kazuaki Tanahashi a fondé le projet A World Without Armies  « Un monde sans armée ». A l'occasion du septantième anniversaire du massacre de Nankin, Kazuaki Tanahashi, en collaboration avec Zhang Lianhong (professeur au Research Center for the Nanjing Massacre de l'Université normale de Nankin) a organisé une grande conférence de quatre jours à Nankin, où lui et d'autres artistes et universitaires japonais ont exprimé leur honte et leur remords pour les crimes de guerre de leurs pères, et ont demandé de se réconcilier avec les Chinois,. Sa contribution en tant qu'artiste et militant pour la paix et l'environnement a valu à Kazuaki Tanahashi d'être élu membre de l'Académie mondiale des Arts et Sciences (en) (World Academy of Art and Science),.

## Publications

### Auteur
- (en) with Allan Baillie (Photography), Lotus, Wisdom Publications, 2006, 128 p. (ISBN 0-861-71277-3)
- (en) Enku : Sculptor of a Hundred Thousand Buddhas, Boston, Shambhala Publications, 1982, 122 p. (ISBN 0-394-74882-4)

### Traductions etéditeur intellectuel

#### Dôgen
- (en) Kazuaki Tanahashi, Treasury of the True Dharma Eye: Zen Master Dogen's Shōbōgenzō, Boston, Shambhala Publications, 2011, 1171 p. (ISBN 978-1-590-30474-7)

- (en) Dogen (trad. Kazuaki Tanahashi & John Daido Loori), The True Dharma Eye: Zen Master Dogen's Three Hundred Koans, Boston, Shambhala, 2005, xli, 472 (ISBN 1-590-30242-7)
- (en) Dogen (trad. Kazuaki Tanahashi), Beyond Thinking : A Guide to Zen Meditation, Boston, Shambhala Publications, 2004, 164 p. (ISBN 1-590-30024-6)
- (en) Kazuaki Tanahashi (Ed.), Moon In a Dewdrop. Writings of Zen Master Dogen, North Point Press, 1995, 368 p. (ISBN 0-86547-186-X)
- (en) Kazuaki Tanahashi (Ed.), Enlightenment Unfolds. The Essential Teachings of Zen Master Dogen, Boston, Shambhala Publications, 1999, 368 p. (ISBN 1-570-62570-0, lire en ligne)

#### Anthologies et autres
- (en) Anonym (trad. Kazuaki Tanahashi & Peter Levitt), A Flock of Fools : Ancient Buddhist Tales of Wisdom and Laughter from the One Hundred Parable Sutra, Grove Press, 2004, 216 p. (ISBN 0-802-14133-1)

- (en) With Tensho David Schneider (Ed.), Essential Zen, SanFrancisco, Harper, 1994, 174 p. (ISBN 0-062-51046-0)

- (en) Kazuaki Tanahashi, Brush Mind. Text, Art and Design, Parallax Press, 1990, 146 p. (ISBN 0-938-07729-5)
- (en) Kisshomaru Uyeshiba & Morihei Ueshiba (trad. Kaizuaki Tanahashi; Roy Maurer, Jr.), Aikido, Hozansha, 1962, 192 p.
- (en) Kazuaki Tanahashi, Penetrating Laughter : Hakuin’s Zen and Art, The Overlook Press, 1984 (ISBN 0-879-51280-6)
- (en) Kazuaki Tanahashi, Sky Above, Great Wind: The Life and Poetry of Zen Master Ryokan, Boston, Shambala, 2012, 224 p. (ISBN 978-1-590-30982-7)

### Calligraphies (avec ou sans texte)
- (en) Lao Tseu (trad. Sam Hamil ; Kazuaki Tanahashi (calligraphy)), The Tao te Ching. A New Translation, Boston, Shambhala Publications, 2005 (ISBN 1-590-30011-4)
- (en) Kazuaki Tanahashi, Miracles of the Moment. The Zen Circles of Kazuaki Tanahashi, 2002 Calendar, Brush Dance, 2001, 24 p. (ISBN 1-891-73181-5)
- (en) Kazuaki Tanahashi, Brush Mind, Parallax Press, 1990, 146 p. (ISBN 0-938-07729-5)

### Traduction en français
- Hakuin (trad. Evelyne Smedt, Présentation et commentaires par Kazuaki Tanahashi), Rien qu'un sac de peau : le Zen et l'art de Hakuin, Paris, Albin Michel, 1987, 154 p. (ISBN 978-2-226-03142-6)